# یوزف چتیژوکی
یوزف چتیژوکی (چکی: Josef Čtyřoký؛ ۳۰ سپتامبر ۱۹۰۶ – ۱۱ ژانویهٔ ۱۹۸۵) یک بازیکن فوتبال اهل چکسلواکی بود.

## باشگاهی
از باشگاه‌هایی که در آن بازی کرده‌است می‌توان به باشگاه فوتبال اسپارتا پراگ، باشگاه فوتبال اسلاویا پراگاشاره کرد.

## تیم ملی
وی سابقه ۴۲ بازی برای تیم ملی فوتبال چکسلواکی را در کارنامه دارد.